# Мартыновское сельское поселение (Воронежская область)
Мартыновское сельское поселение — упразднённое муниципальное образование в Панинском районе Воронежской области.
Административный центр — село Большой Мартын.

## История
Законом Воронежской области от 13 апреля 2015 года № 42-ОЗ, Мартыновское и Криушанское сельские поселения преобразованы, путём объединения, в Криушанское сельское поселение с административным центром в селе Криуша.

## Административное деление
В состав поселения входило 6 населённых пунктов:
- село Большой Мартын,
- село Александровка,
- посёлок Икорецкое,
- посёлок Криушанские Выселки 1-е,
- посёлок Малый Мартын,
- посёлок 3-го отделения племсовхоза «Победа Октября».